# Paraglossa
Paraglossa é um gênero de mariposa pertencente à família Crambidae.